# مسابقه جهانی گورماند

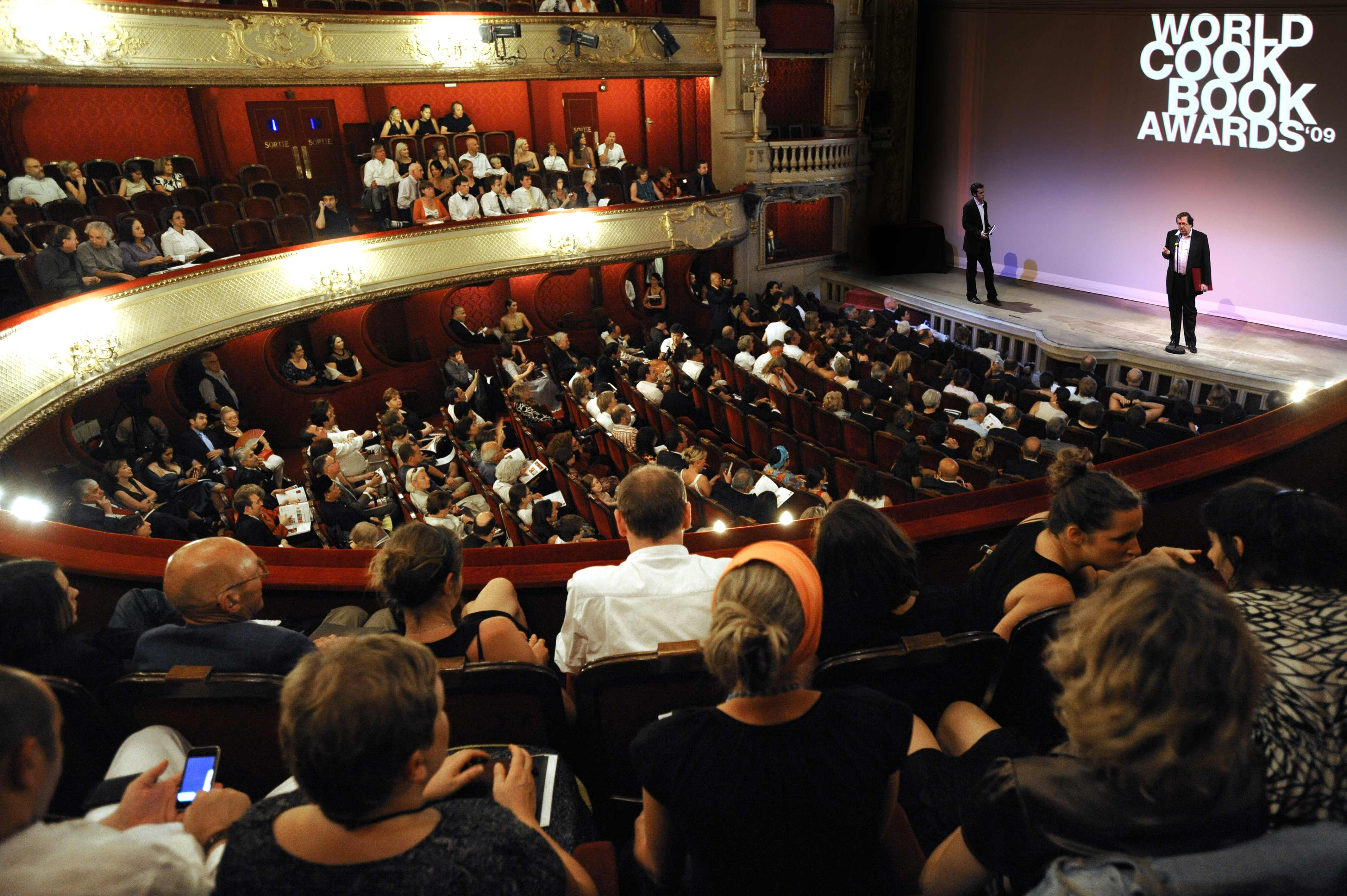
مسابقه در سال ۲۰۰۹

مسابقه جهانی گورمند، بزرگترین مسابقه کتاب‌های آشپزی است که 27 سال قدمت دارد. این مسابقه نظیر جایزه اسکار در صنعت فیلمسازی، برای نویسندگان کتاب های آشپزی معروف دنیا اهمیت دارد. این رویداد در سال ۱۹۹۵ توسط ادوارد کوین‌ترو پایه‌گذاری شد و مسابقه‌ای با رقابت آزاد برای همه ناشران زبان‌های مختلف و همه کشورها است. برندگان در نوامبر هر سال معرفی می‌شوند و برای انتخاب بهترین کتاب آشپزی در جهان رقابت می‌کنند و در آوریل سال بعد برای اهدای جوایز به صرف شام دعوت می‌شوند. صدها ناشر، نویسنده، سرآشپز و ژورنالیست در این مراسم شرکت می‌کنند.
این مسابقه با به چالش کشیدن فرهنگ‌های مختلف غذایی، معیارهایی نظیر ایده‌های نو در ارائه دستورهای غذایی، طراحی خلاقانه، کیفیت تولید و ترجمه آثار به زبان‌های دیگر را برای امتیازدهی مد نظر قرار می‌دهد.
در سال ۲۰۱۵ برای اولین بار، ایران از بین ۲۰۵ کشور شرکت‌کننده با انتخاب کتاب آشپزی مدرن پانیذ به نویسندگی خانم سمیرا جنت دوست به عنوان بهترین کتاب آشپزی جهان در بخش C2 (غذاهای بین الملل) معرفی شد.
کتاب دسرهای سمیرا جنت دوست و آشپزی ایرانی سمیرا جنت دوست نیز در سال 2016 به عنوان بهترین کتابهای جهان معرفی شدند
کتاب شیرینی های خشک سمیرا جنت دوست سال 2018 در این مسابقه به عنوان کتاب ویژه جهان معرفی شد
کتاب نوشیدنی های سرد و گرم سمیرا جنت دوست نیز سال 2016 در این مسابقه به عنوان یکی از 7 کتاب برتر جهان معرفی شد.
در سال 2022 کتاب آشپزی ایرانی گیاهی(ویگن) به نویسندگی خانم صفورا کیانی حقگو رتبه نخست در بخش E13 (کتابهای ویگن) را به خود اختصاص داد.
این مسابقات در شهر اومئا سوئد با هزاران اثر از 227 کشور شرکت کننده برگزار شد.